# Барановка (Гдовський район)
Барановка (рос. Барановка) — присілок в Гдовському районі Псковської області Російської Федерації.
Населення становить 24 особи. Входить до складу муніципального утворення Полновська волость.

## Історія
Від 2005 року входить до складу муніципального утворення Полновська волость.

## Населення
| 2001 | 2002 | 2010 |
| ---- | ---- | ---- |
| 26   | ↘21  | ↗24  |